# Giovanni Battaglin
Giovanni Battaglin (Marostica, 22 de julio de 1951) es un ciclista italiano, profesional entre 1973 y 1984.
Ganó el Giro de Italia y la Vuelta a España, ambas en 1981. En el Tour de Francia, su mejor resultado fue el sexto lugar logrado en 1979. 
Es el segundo corredor en la historia en hacer el doblete Giro-Vuelta, por detrás de Eddy Merck. Hasta la actualidad, solo Alberto Contador ha conseguido repetir ese hito.

## Palmarés
| 1973 - Giro de Lazio 1974 - Giro de los Apeninos 1975 - 1 etapa de la Volta a Cataluña - 2 etapas del Giro de Italia - Coppa Sabatini - Giro di Puglia 1976 - 1 etapa del Tour de Francia 1977 - GP Montelupo 1978 - Coppa Bernocchi - 3 etapas de la Vuelta a Suiza | 1979 - Vuelta al País Vasco, más 2 etapas - Clasificación de la montaña del Tour de Francia - 1 etapa de la Vuelta a Suiza - Coppa Agostoni - 2.º en el Campeonato de Italia en Ruta - Giro Reggio Calabria - Trofeo Matteotti - Coppa Placci - Trofeo Pantalica 1980 - 1 etapa del Giro de Italia - Milán-Turín - 2.º en el Campeonato de Italia en Ruta - Coppa Placci - Milán-Vignola 1981 - Giro de Italia, más 1 etapa - Vuelta a España, más 1 etapa 1983 - 2.º en el Campeonato de Italia en Ruta |

## Resultados en Grandes Vueltas y Campeonato del Mundo
| Carrera         | Carrera         | 1973 | 1974 | 1975 | 1976 | 1977 | 1978 | 1979 | 1980 | 1981 | 1982 | 1983 | 1984 |
| --------------- | --------------- | ---- | ---- | ---- | ---- | ---- | ---- | ---- | ---- | ---- | ---- | ---- | ---- |
|                 | Giro de Italia  | 3.º  | 6.º  | 18.º | Ab.  | 46.º | Ab.  | —    | 3.º  | 1.º  | —    | Ab.  | 50.º |
|                 | Tour de Francia | —    | —    | Ab.  | Ab.  | —    | —    | 6.º  | —    | —    | Ab.  | —    | Ab.  |
|                 | Vuelta a España | —    | —    | —    | —    | —    | —    | —    | —    | 1.º  | —    | —    | —    |
| Mundial en Ruta | Mundial en Ruta | 30.º | 10.º | Ab.  | —    | 31.º | 17.º | 6.º  | 10.º | 20.º | —    | —    | —    |